# Amashca (distrito)
Amashca é um distrito peruano localizado na Província de Carhuaz, departamento Ancash. Sua capital é a cidade de Amashca.

## Transporte
O distrito de Amashca é servido pela seguinte rodovia:
- AN-107, que liga a cidade de San Luis ao distrito de Carhuaz[2][3][4]